# Nedisning

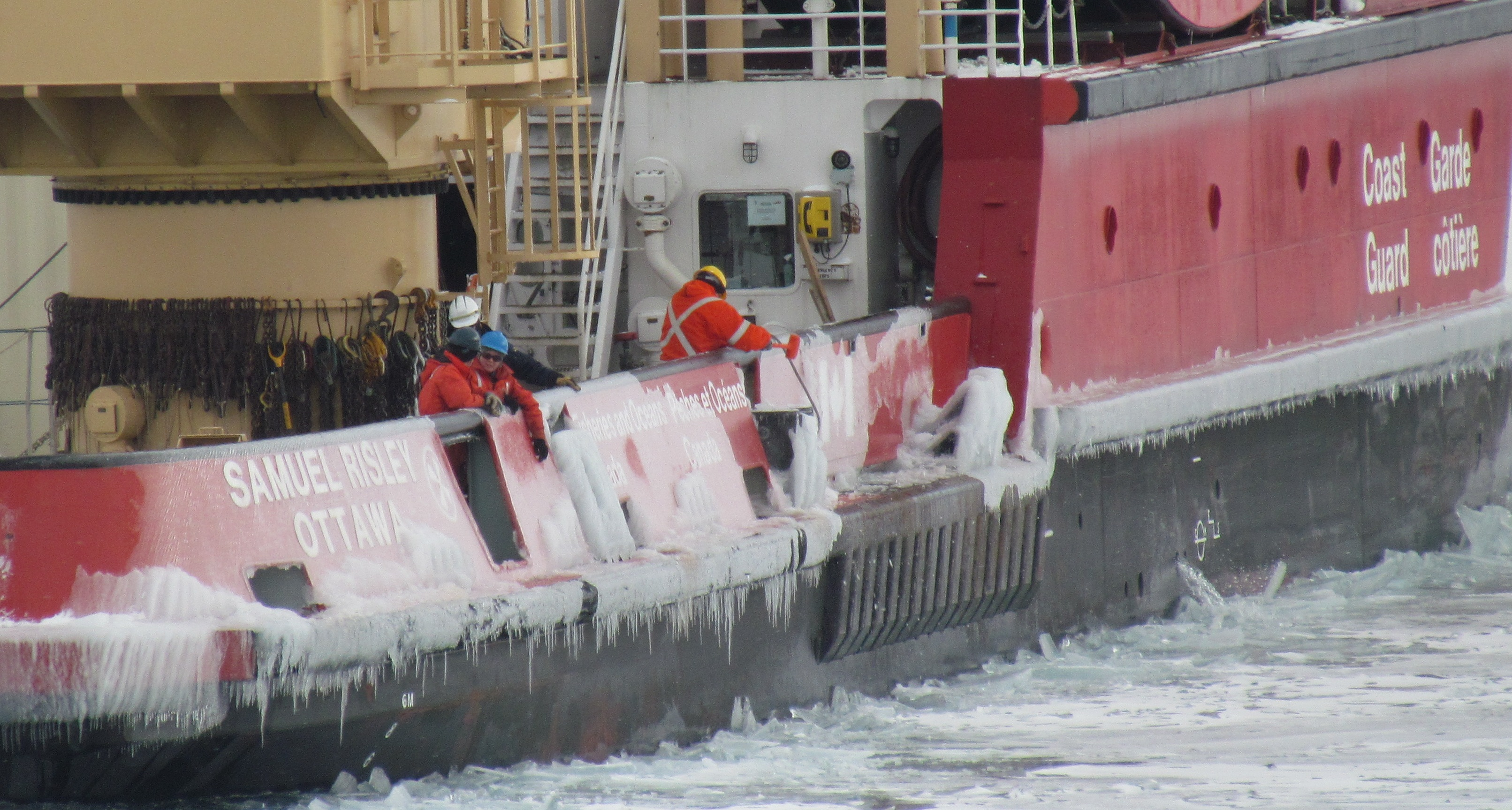
Nedisning av ett fartyg.

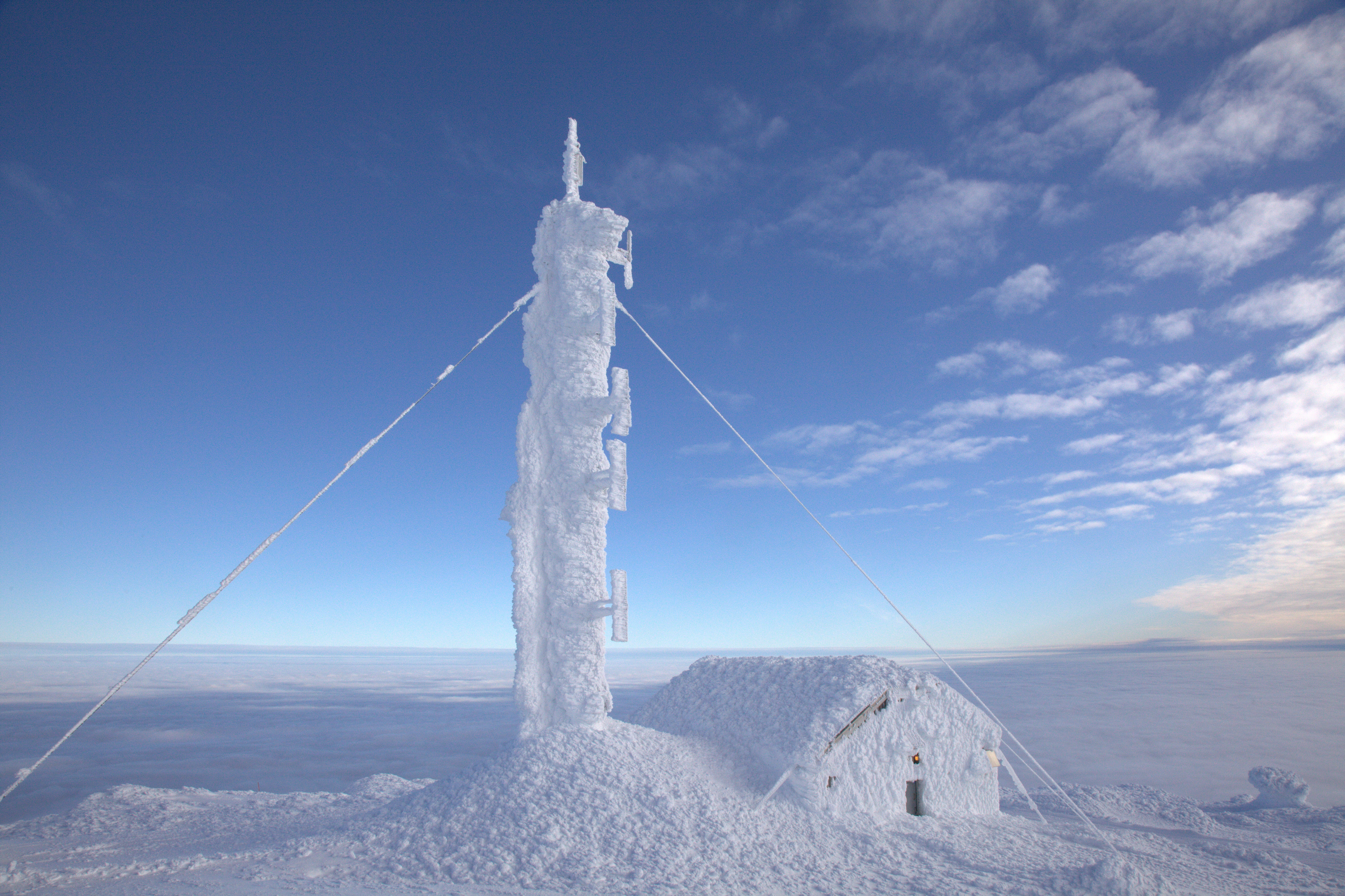
Nedisning av kommunikationsmast på Åreskutan

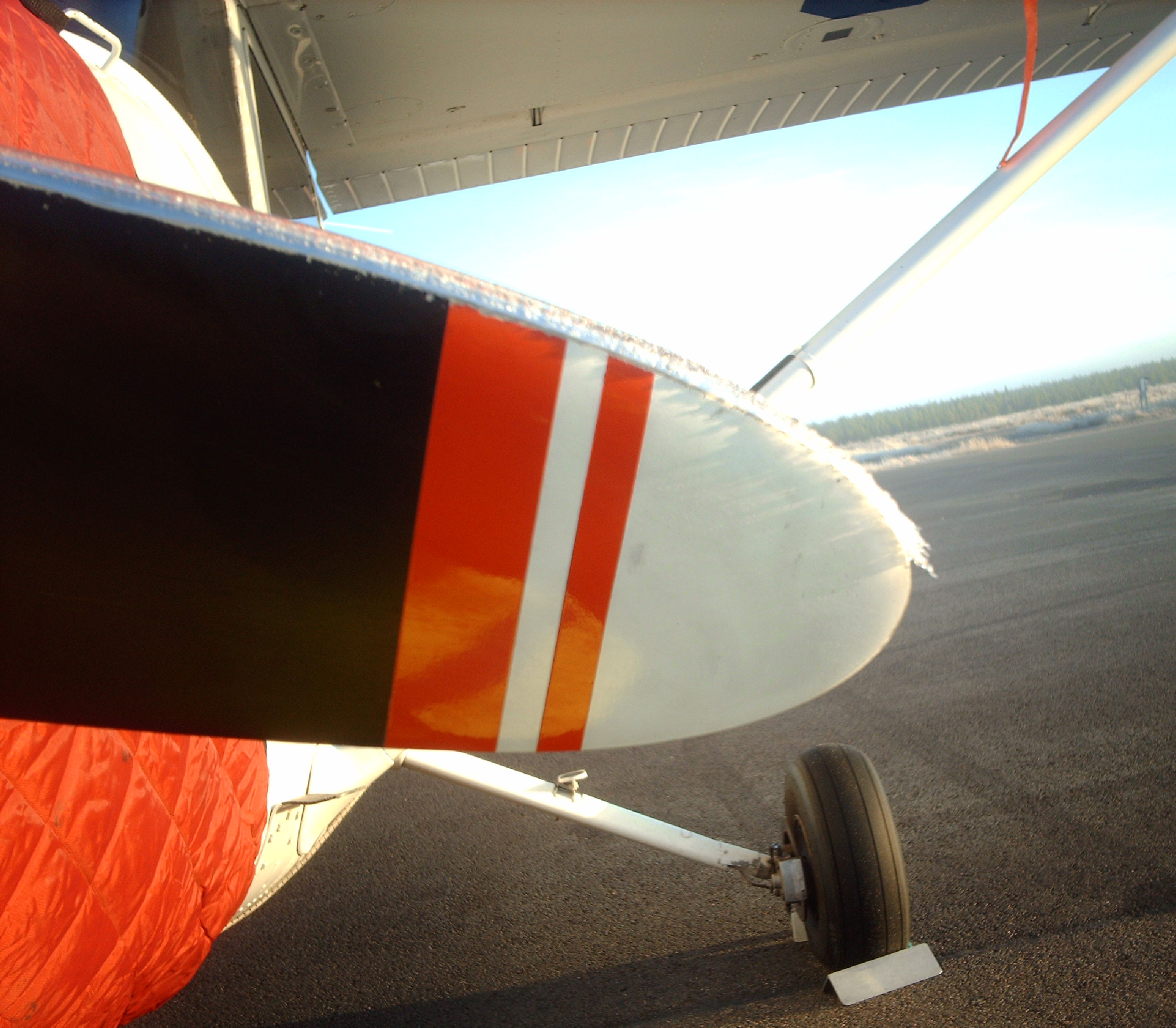
Nedisning av en flygplanspropeller.

Nedisning kan också syfta på istid, en geologisk period med kallt klimat.
Nedisning är den process då nederbörd (som snö, regn eller duggregn) eller molndroppar i samband med kyliga vindar bildar lager av is på föremål. Det kan leda till så kallad glattis. Nedisning kan vara ett problem särskilt för flygplan, vindkraftverk, radio- och telemaster samt fartyg.
- På flygplan bildas isen av underkylt regn, dimma eller kondensation. När islagret bygger upp på vingar och propeller förändras flygplanets aerodynamik och stabilitet.
- Vid låga temperaturer och starkt oväder där stora mängder vatten stänker upp på fartygens sidor kan stora mängder is bildas som kan försämra stabiliteten.
- Kraftig isbildning på radiomaster o.d. kan förstöra konstruktionen.

Fjället Åreskutan i Jämtland är i synnerhet känt för fenomenet.
Nedisning på vindkraftverk kan orsaka stora stopp i produktionen, mellan 1998 och 2003 orsakade nedisning 7 % av fullstoppen i produktion för vindkraftverken, vilket ledde till 8022 timmars produktionsförlust.
För nedisning orsakat av molndroppar har föremålets yta, vindens hastighet, temperatur på luften och ytan samt egenskaperna hos vattendropparna inflytande på hur mycket is som bildas. Denna process kallas på engelska för in-cloud icing. Då gynnsamma förhållanden kan medföra att en bergstopp under en längre tid är molntäckt, (se orografisk dimma eller orografisk nederbörd för mer information om processen) kan nedising på grund av molndroppar leda till stora mängder is på föremål. Den hittills största mängden is som noterats var 305 kg per meter på en elledning i Voss, Norge 1961.

## Nedisning runt om i världen
Flygtrafiken riskerar att drabbas av nedisning runt om i världen, eftersom nedisning kan ske i hela troposfären.